# Barel Mouko
Barel Morial Mouko (Pointe-Noire, 5 aprile 1979) è un ex calciatore della Repubblica del Congo, di ruolo portiere.

## Palmarès
- Campionato francese: 1

Lille: 2010-2011
- Coppa di Francia: 1

Lille: 2011